# شیخ رجدا
شیخ رجدا (به انگلیسی: Shaikh Rajada) یک روستا در پاکستان است که در گوجرانواله واقع شده‌است. شیخ رجدا ۲٬۰۰۰ نفر جمعیت دارد و ۲۲۹ متر بالاتر از سطح دریا واقع شده‌است.